# Restaurátor (film)
Restaurátor (hebrejsky בוקר טוב אדון פידלמן‎, Boker tov adon Fidelman , doslova Dobré ráno pane Fidelmane, anglicky Restoration) je izraelský film režiséra Josiho Madmoniho z roku 2010.
Popisuje drama okolo snahy jedné rodiny zachránit svůj podnik zaměřený na restaurování starožitností. Příběh řeší obchodní i osobní problémy vlastníka podniku, poté co zemře jeho obchodní partner. Film měl premiéru v lednu 2011 na Sundance Film Festival. Evropská premiéra se odehrála 3. července 2011 na Mezinárodním filmovém festivalu Karlovy Vary. Film zde obdržel hlavní soutěžní cenu Křišťálový glóbus.
Režisér Josi Madmoni reagoval na udělení hlavní ceny s tím, že „začalo to jako skromný film s malým rozpočtem a teď se dostáváme do míst, kde jsme nezamýšleli být. Dal jsem do tohoto filmu srdce i duši a řekl bych, že teď se mi to vrací.“